# Bandera de Corea del Norte
La bandera nacional de la República Popular Democrática de Corea, comúnmente conocida como Corea del Norte, consiste en una amplia franja roja horizontal bordeada arriba y abajo por una fina franja blanca y una ancha franja azul. La franja roja está figurada cerca del asta con una estrella roja de cinco puntas dentro de un círculo blanco. El diseño de la bandera está definido en la Constitución de Corea del Norte y las regulaciones sobre el uso y fabricación de la bandera están descritas en la ley de la bandera nacional del país. El gobierno norcoreano atribuye a Kim Il Sung, el fundador y primer líder del país, como el diseñador de la bandera. La bandera fue adoptada oficialmente el 8 de septiembre de 1948, con la aprobación de la primera constitución de Corea del Norte por la Asamblea Suprema del Pueblo. La bandera de Corea del Norte está prohibida en Corea del Sur según la Ley de Seguridad Nacional y solo se permite en circunstancias extremadamente excepcionales, como durante informes de prensa, filmaciones de dramas y películas y en eventos deportivos internacionales.

## Diseño
El diseño de la bandera se define en el Capítulo VII, Artículo 170 de la Constitución Socialista de la República Popular Democrática de Corea, 1948 (revisión de 2014). En él se establece:

La bandera nacional de la República Popular Democrática de Corea consta de un panel central rojo, bordeado arriba y abajo por una franja blanca estrecha y una franja azul ancha. El panel central rojo lleva una estrella roja de cinco puntas dentro de un círculo blanco cerca del asta. La relación entre el ancho y el largo es de 1:2.

El artículo se conservó de la constitución provisional del país, que se redactó a finales de 1947 y se adoptó en una sesión especial de la Asamblea Popular de Corea del Norte en febrero de 1948. Durante la sesión, el presidente de la asamblea Kim Tu-bong leyó el artículo que describe la bandera nacional (originalmente el Artículo 100) y pidió opiniones a los delegados. El representante An Mong-yong expresó su preocupación por el hecho de que la bandera se doblaría fácilmente al izarse debido a su longitud, y propuso cambiar la relación entre el ancho y el largo de la bandera de 1:2 a 2:3. La propuesta de An fue rechazada por Kim Tu-bong, quien aseguró a An que las dimensiones existentes no serían un problema.

### Simbolismo

Exhibición vertical de la bandera nacional de Corea del Norte

Distintas fuentes dan explicaciones contradictorias sobre el simbolismo de la bandera. Pak Il, un intérprete soviético-coreano que afirma haber traducido del ruso los diseños originales de la bandera propuestos por el gobierno soviético, afirmó que la bandera estaba inicialmente destinada a ser izada verticalmente, y dio la siguiente explicación original del simbolismo de la bandera:

La franja roja debía simbolizar la tierra de la nueva Corea, iluminada por la estrella roja del comunismo. Las franjas azules que rodean la bandera simbolizan los mares que rodean la península de Corea, el Mar Amarillo y el Mar del Japón.

El World Factbook de la Agencia Central de Inteligencia de los Estados Unidos afirma que los colores de la bandera, rojo, blanco y azul, son considerados colores nacionales y simbolizan, respectivamente: tradiciones revolucionarias; pureza, fuerza y dignidad; y soberanía, paz y amistad. También afirma que la estrella roja es un símbolo nacional y representa el socialismo.

### Construcción
El gobierno de Corea del Norte ha especificado los tamaños, colores y parámetros de fabricación en los que se debe fabricar la bandera. Se detallan en el Apéndice I de la Ley de la Bandera Nacional de la República Popular Democrática de Corea, 1992 (revisión de 2012). La relación entre el ancho y el largo de la bandera es de 1:2. La bandera está dividida en seis secciones verticales, con los sextos superior e inferior siendo rayas azules. Los cuatro sextos centrales se dividen a su vez en 24 secciones, con los veinticuatroavos superior e inferior siendo rayas blancas, y los otros veintidós veinticuatroavos siendo rojos. El centro de la estrella roja (y del círculo blanco que la rodea) está a la mitad de la altura de la bandera y un tercio de su longitud. El diámetro del círculo blanco es dos tercios de la altura combinada de las rayas roja y blanca. El círculo imaginario descrito por las puntas de la estrella roja tiene un diámetro igual a la mitad de la altura de la raya blanca a partir del diámetro del círculo blanco. Las puntas de la estrella roja no tocan la circunferencia del círculo blanco.

## Historia

### Trasfondo

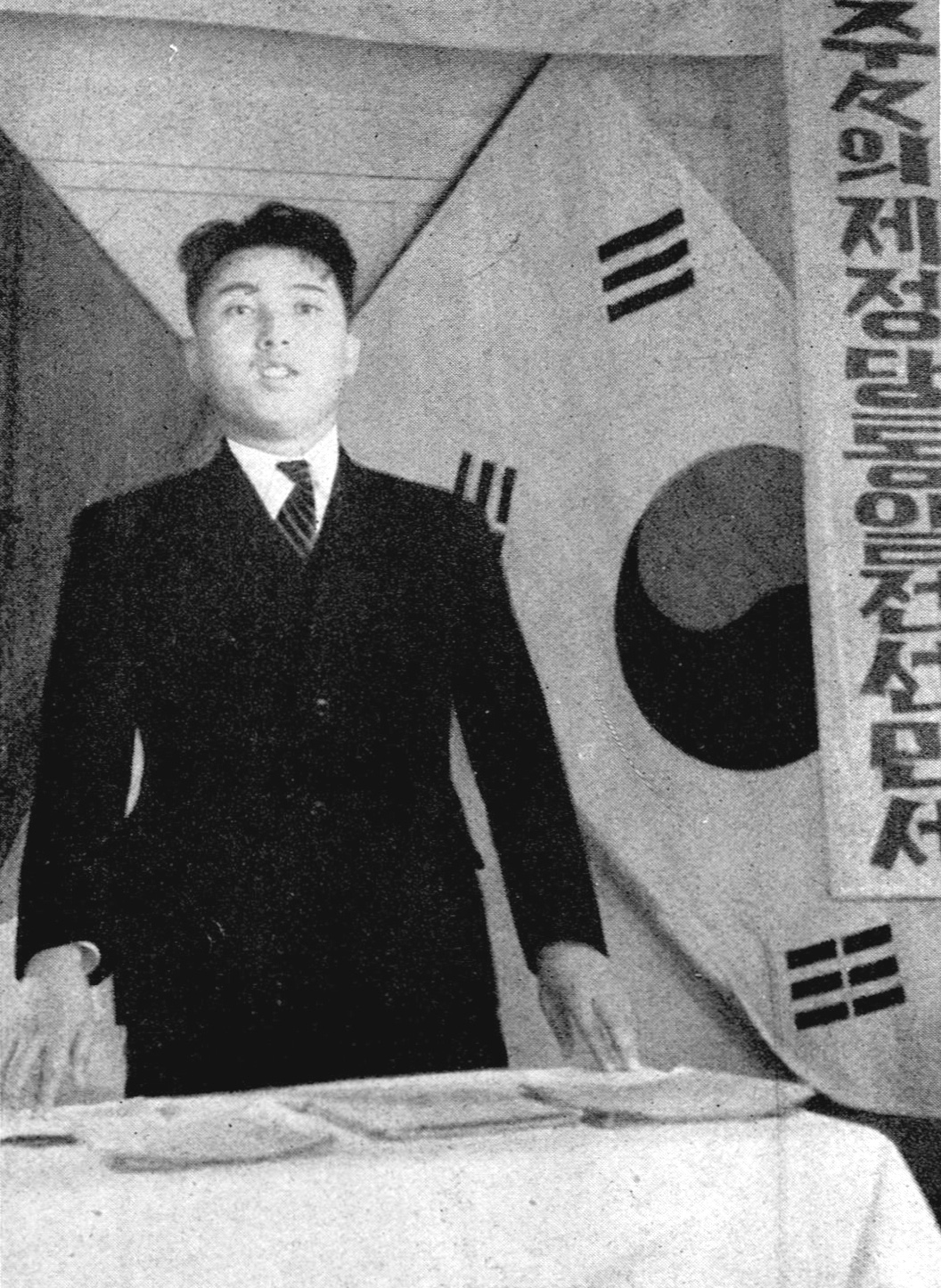
Kim Il-Sung pronunciando un discurso frente a la bandera soviética y el taegukgi en 1946

Corea adoptó su primera bandera nacional, la taegukgi (태극기) o "Bandera de los Grandes Extremos", en 1882. La taegukgi es un campo blanco con un taegeuk azul y rojo centrado (derivado del taiji chino) rodeado por cuatro trigramas, que representan el cielo, el agua, la tierra y el fuego. Fue utilizada por el Imperio de Corea hasta su anexión por el Japón Imperial en 1910. Posteriormente, la bandera de Japón reemplazó al taegukgi como bandera nacional en la península de Corea, y el taegukgi se convirtió en un símbolo de la resistencia antijaponesa y de la movimiento de independencia de Corea.
La victoria de los aliados en la Segunda Guerra Mundial en 1945 dio como resultado que Japón renunciara al control sobre Corea y que la península quedara dividida en dos zonas de ocupación. La Unión Soviética ocupó la mitad norte de Corea, mientras que Estados Unidos ocupó la mitad sur. El "taegukgi" se utilizó ampliamente en ambas zonas de ocupación, y no fue hasta 1947 que los soviéticos comenzaron a proponer una nueva bandera a sus aliados coreanos.

### Creación

#### Versión oficial

El diseño seleccionado inicialmente por Kim Il-Sung, según fuentes del gobierno norcoreano

El gobierno norcoreano atribuye a Kim Il-Sung el diseño de la bandera nacional del país. Según un informe del periódico estatal Rodong Sinmun, publicado en el periódico Tongil News, Kim Il-Sung comenzó a expresar la necesidad de una nueva bandera y emblema nacionales en enero de 1948. Argumentó que eran importantes para los asuntos nacionales futuros y fortalecerían el orgullo nacional. Se encargó a un equipo de artistas que propusiera diseños para la nueva bandera. Kim Il-Sung eligió inicialmente un diseño similar a la bandera que se adoptó, excepto que su relación ancho-largo era de 2:3 y el círculo blanco estaba en el centro y no presentaba un escudo. En febrero de 1948, Kim Il-Sung ordenó a los artistas cambiar la proporción a 1:2, agregar una estrella roja de cinco puntas al interior del círculo y mover el círculo hacia el asta. El diseño de la bandera fue aceptado por el Comité de Reforma Constitucional y escrito en la constitución provisional el 20 de febrero de 1948 y confirmado por un comité especial de la Asamblea Popular el 28 de abril. Se celebró una ceremonia el 10 de julio de 1948 para bajar el taegukgi e izar la nueva bandera, pero la adopción de la nueva bandera no fue oficial hasta la aprobación de la primera constitución de Corea del Norte por la Asamblea Popular Suprema el 8 de abril. Septiembre. El diseño de la bandera se estandarizó con la aprobación de la ley de la bandera nacional el 22 de octubre de 1992.

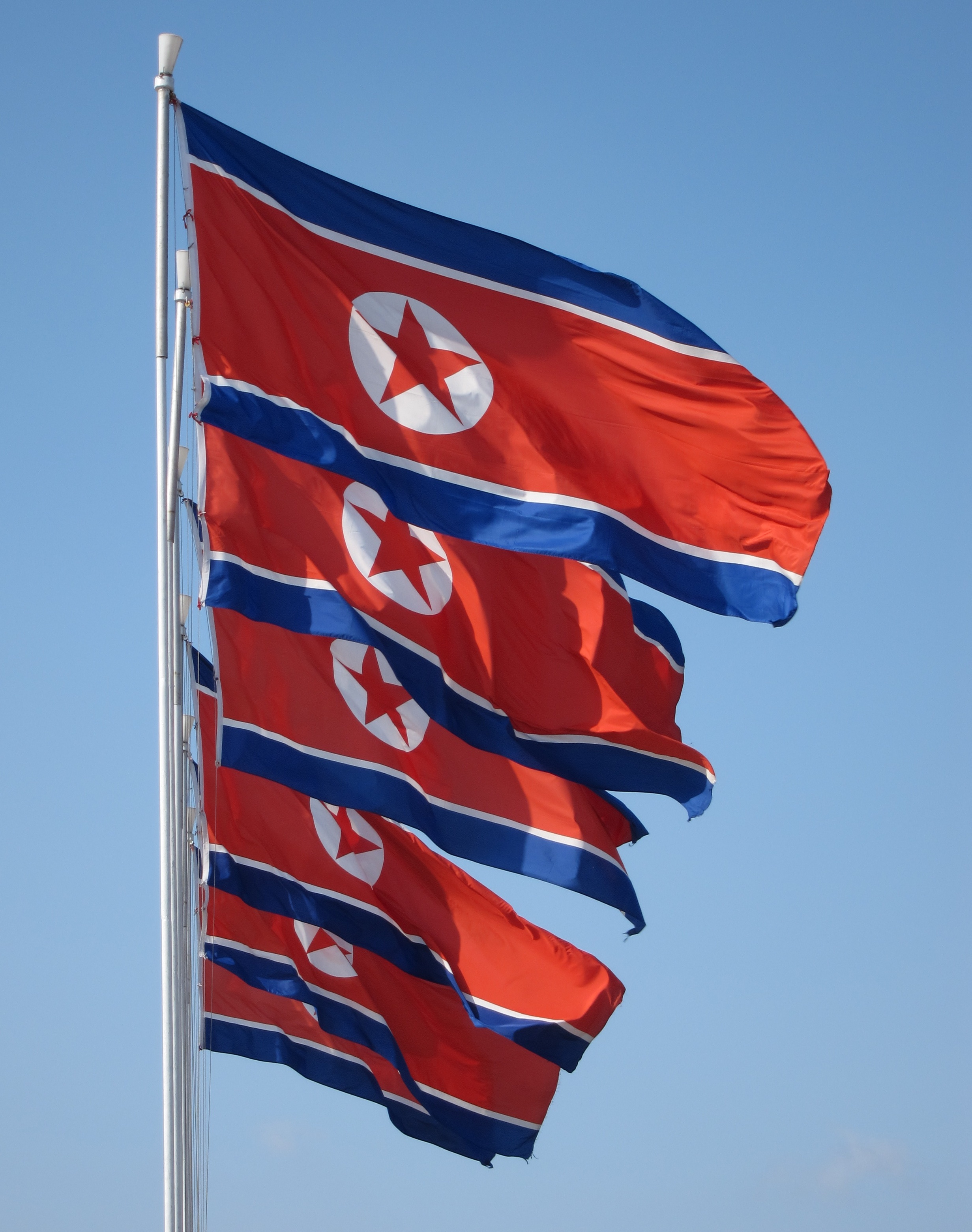
Banderas norcoreanas ondeando.

Al principio, la decisión de cambiar la bandera nacional fue relativamente impopular entre los coreanos políticamente activos. Lyuh Woon-hyung, por ejemplo, calificó el cambio de bandera como "incorrecto". El Partido Chondoísta Chong-u también criticó el nuevo diseño y ocasionalmente se negó a participar en manifestaciones bajo la bandera. Cuando se leyó y debatió por primera vez el diseño de la bandera en la constitución provisional, el representante Chong Chae-yong defendió el taegukgi como símbolo de la liberación del pueblo coreano, apreciado por los coreanos tanto del norte como del sur. Después de la aprobación de la bandera por la Asamblea Popular en abril de 1948, Kim Tu-bong sintió que era necesario defender la nueva bandera y publicó un libro en agosto titulado Sobre el establecimiento de la nueva bandera nacional y la abolición del Taegukgi. En él, elogia la nueva bandera como símbolo del futuro del país y desacredita el diseño del "taegukgi" por ser demasiado complejo, ininteligible y basado en la superstición.
El artista norcoreano Kim Chu-gyong fue reconocido originalmente por el gobierno norcoreano como el diseñador de la bandera. En el 30.º aniversario de la fundación de Corea del Norte en 1978, recibió un premio por diseñar la bandera y el emblema de Corea del Norte, y se publicó un libro titulado "En el abrazo de la gracia", que incluía algunos de sus escritos recopilados. También escribió un relato detallado de cómo Kim Il-Sung le ordenó que hiciera los diseños en noviembre de 1947, titulado "La historia del emblema nacional y la bandera nacional de nuestro país".

#### Versión de Park Il
Pak Il, un intérprete soviético-coreano del 25.º Ejército de la Unión Soviética, dio una versión diferente de la creación de la bandera en dos entrevistas, una a la revista rusa Sovershenno Sekretno en 1992 y otra al periódico surcoreano The Dong-A Ilbo en 1993. Según Pak, los soviéticos fueron los responsables de proponer y diseñar la bandera. En 1947, el mayor general soviético Nikolai Georgiyevich Lebedev convocó a Kim Tu-bong para discutir si la recién fundada Corea del Norte debía conservar el taegukgi. Kim Tu-bong estaba a favor de mantener el taegukgi e intentó explicar a Lebedev el significado de la bandera dentro de la filosofía de Asia Oriental. Lebedev descartó la conferencia de Kim Tu-bong como una tontería y una superstición. Unos meses después, los soviéticos enviaron un documento en ruso con el diseño al 7.º Departamento del 25.º Ejército. Se le pidió a Pak que lo tradujera al coreano, y finalmente se convirtió en la bandera de Corea del Norte. El relato de Pak sobre la creación de la bandera fue corroborado por su compatriota soviético-coreano Chŏng Sang-jin, que ocupó puestos destacados en el Ministerio de Cultura y Propaganda de Corea del Norte.

## Usos notables

### Propaganda norcoreana
La bandera norcoreana se utiliza con frecuencia en la propaganda estatal. Por ejemplo, los carteles de propaganda suelen incluir la bandera nacional, pero se la representa de forma menos destacada que los símbolos del Juche, la ideología estatal de Corea del Norte atribuida a Kim Il-Sung. El académico estadounidense Carter Matherly sostiene que esto pretende simbolizar la unidad nacional bajo la guía del Juche. También se exhiben enormes banderas norcoreanas durante el Festival Arirang en Piongyang. Una de esas exhibiciones la realizan miles de personas sosteniendo tarjetas de colores.

La aldea norcoreana de Kijŏng-dong, cerca de la Línea de Demarcación Militar y dentro de la Zona Desmilitarizada de Corea, es la ubicación de una bandera norcoreana de 272,2 kg que ondea en un asta de 160 m. Fue construido en respuesta a la izada por parte de Corea del Sur de una bandera de 136,1 kg en un asta de 98,5 m en Daeseong-dong.
|                                                                   |
| Una bandera norcoreana ondea cerca de la Torre Juche en Piongyang |

|                                                      |
| Una enorme bandera norcoreana en el Festival Arirang |

|                                                                           |
| La bandera de Corea del Norte ondeando en un asta de 160 m en Kijong-dong |

## Otras banderas

Bandera del Partido del Trabajo de Corea
Versión vertical de la bandera del Partido del Trabajo de Corea
Bandera del Ejército Popular de Corea
Bandera de las Fuerzas Terrestres del Ejército Popular de Corea
Bandera de la Marina Popular de Corea
Bandera de la Fuerza Aérea del Ejército Popular Coreano

## Banderas históricas

Bandera del Comité Popular Provisional de Corea del Norte (1946-1948)
Bandera de Corea del Norte (1949-1992)

## Banderas Similares

Bandera de Costa Rica
Bandera de Tailandia
Bandera de Cabo Verde
Bandera de la Ocupación aliada de Alemania
Bandera de Nicaragua (1889-1893)
Bandera de Guatemala (1858-1871)

### Citaciones
1. ↑  Constitución Socialista de la RPDC, 2014, Capítulo VII, Artículo 170.
2. ↑  Tertitskiy, 2016, pp. 271–272.
3. ↑  Tertitskiy, 2016, p. 270.
4. ↑  Agencia Central de Inteligencia, 2024.
5. 1 2  Ley de la Bandera Nacional de la RPDC, 2012, Apéndice I.
6. ↑  Tertitskiy, 2016, pp. 267–268.
7. ↑  Tertitskiy, 2016, pp. 268–269.
8. ↑  Lee, 2022.
9. ↑  Choi, 1999, p. 99.
10. ↑  Choi, 1999, pp. 99–100.
11. ↑  Tertitskiy, 2024, pp. 39–41.
12. ↑  Choe, 2018, pp. 64.
13. ↑  Choi, 1999, pp. 100.
14. ↑  Tertitskiy, 2016, p. 274.
15. ↑  Tertitskiy, 2016, p. 272.
16. ↑  Tertitskiy, 2016, pp. 274–275.
17. ↑  Lee, 2019.
18. ↑  Tertitskiy, 2016, pp. 269–270.
19. ↑  Pak, 1993.
20. ↑  Matherly, 2019, p. 102.
21. ↑  The Guardian, 2015.
22. ↑  Burnett, 2013, p. 18.
23. ↑  Tan, 2018.
24. ↑  Bonnett, 2014, p. 104.
25. ↑  Potts, 1999.

#### Libros
- Bonnett, Alastair (17 de abril de 2014). Off the Map: Lost Spaces, Invisible Cities, Forgotten Islands, Feral Places and What They Tell Us About the World (en inglés). Aurum. ISBN 978-1-78131-267-4.
- Tertitskiy, Fyodor (2024). Soviet-North Korean Relations During the Cold War: Unruly Offspring (1st edición). New York, NY: Routledge. ISBN 978-1-032-53730-6. doi:10.4324/9781003413332. Archivado desde el original el 13 de agosto de 2024. Consultado el 13 de agosto de 2024.

#### Artículos de revistas
- Burnett, Lisa (2013). «Let Morning Shine over Pyongyang: The Future-Oriented Nationalism of North Korea's "Arirang" Mass Games». Asian Music 44 (1): 3-32. ISSN 0044-9202. JSTOR 24256889. doi:10.1353/amu.2013.0010.
- Choi, Chongko (1999). «남북한(南北韓)의 국가상징(國家象徵)과 법(法)» [Símbolos nacionales de Corea del Sur y Corea del Norte y sus leyes]. Korea Society of Unification and North Korean Law Studies 40 (3): 88-108. Archivado desde el original el 26 de agosto de 2024. Consultado el 16 de agosto de 2024.
- Matherly, Carter (2019). «Examining Attitude Functions of North Korean Cultural Propaganda». North Korean Review 15 (1): 94-108. ISSN 1551-2789. JSTOR 26632424. Archivado desde el original el 16 de agosto de 2024. Consultado el 16 de agosto de 2024.
- Tertitskiy, Fyodor (August 2016). «Star and Stripes: History of the North Korean Flag and its Place in State Ideology». Journal of Contemporary Korean Studies 3 (1): 265-284. OCLC 6848975723.